# Vérissey
Vérissey település Franciaországban, Saône-et-Loire megyében. Lakosainak száma 55 fő (2022. január 1.). Vérissey Thurey, Juif, Lessard-en-Bresse, Montret, Saint-Étienne-en-Bresse, Simard és Tronchy községekkel határos.

## Népesség
A település népessége az elmúlt években az alábbi módon változott:
| Lakosok száma | 52   | 53   | 54   | 55   | 56   | 57   | 58   | 56   | 55   |
|               | 2013 | 2015 | 2016 | 2017 | 2018 | 2019 | 2020 | 2021 | 2022 |